# 더치 베이비 팬케이크

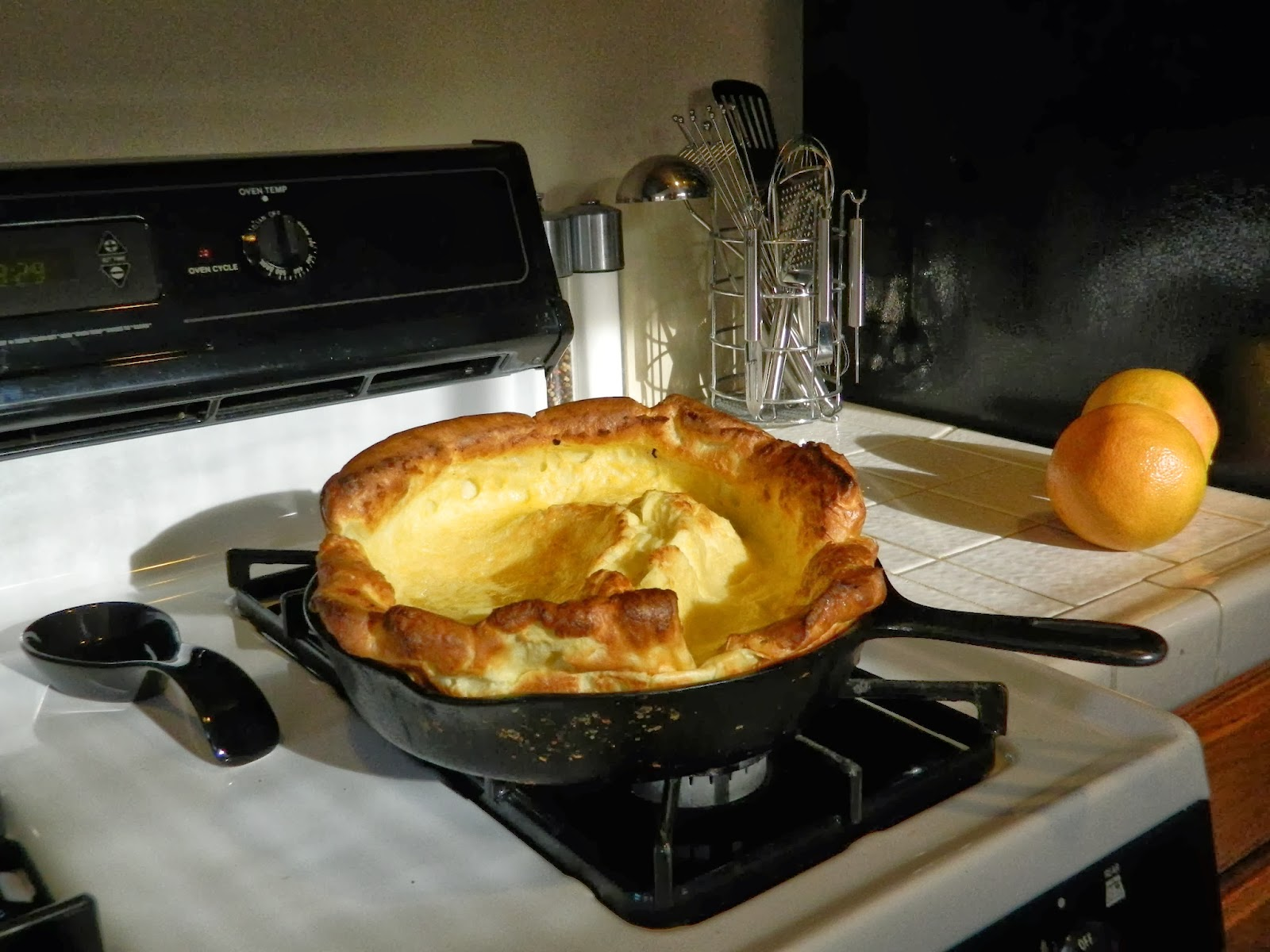
더치 베이비 팬케이크

더치 베이비 팬케이크(Dutch baby pancake)는 독일식 팬케이크라고도 불리는 요크셔의 대형 푸딩과 비슷한 요리이다.